# Karl Friedrich Suter
Karl Friedrich Suter (* 24. Januar 1884 in Zofingen, Kanton Aargau; † 24. Februar 1952 in Rostock) war ein Schweizer Kunsthistoriker und Hochschullehrer.

## Leben und Werk
Suters besuchte von 1895 bis 1899 die Bezirksschule Muri. An der Alten Kantonsschule in Aargau bestand er 1903 die Matura. Es folgten 13 Studien- und Reisejahre, die ihn über Philosophie, Anglistik, Germanistik zu Kunstgeschichte führten.
Die entscheidenden Einflüsse erhielt Suter von Adolf Furtwängler und Karl Krumbacher an der den Universität München. Sowie von Heinrich Wölfflin an der Universität Berlin und von August Schmarsow an der Universität Leipzig. Gleichzeitig, zum Teil schon während seiner Gymnasialzeit, trat Suter in den persönlichen Kontakt zu Ferdinand Hodler, Edvard Munch, Hans Thoma und Adolf von Hildebrand. Nebenher besuchte er zu Studienzwecken die Museen von London, Paris, Venedig, Florenz und Deutschland.
1916 erfolgte die Promotion in Kunstgeschichte unter Schmarsow an der Universität Leipzig. Dieser lenkte Suter auf sein Spezialgebiet hin; auf die Methodik zur Wiederentdeckung bzw. Rekonstruktion verschollener oder zerstörter Kunstwerke. Zudem fand Suter in England in einem Privatbesitz Leonardos Original Porträt der Isabella d’Este und den Kopf des verschollenen Leda-Bildes. Suter habilitierte 1921 in Kunstgeschichte an der Universität Leipzig mit Giorgione-Studien. Die lange geplante und weitgehend vorbereitete Monographie über Giorgione ist jedoch nie zustande gekommen.
Von 1921 bis 1937 war er Privatdozent für Mittlere und Neuere Kunstgeschichte in Leipzig. Im Dezember 1925 entdeckte Suter zusammen mit seinem Begleiter Hermann Beenken, in einer Kirche in Florenz hinter einem abgenommenen Altarbild, ein Fresko und bestimmte es als Werk des Gentile da Fabriano. Im November 1933 unterzeichnete er das Bekenntnis der deutschen Professoren zu Adolf Hitler. Bis zum Zweiten Weltkrieg war Suter während aller Hochschulferien auf Studienreisen unterwegs und besuchte Kunststätten in großen Teilen Europas. Suter hatte auf seinem mehrwöchigen Aufenthalt auf Athos Kontakt zu dem Historiker und Archäologen Gabriel Millet (1867–1953). In den Klöstern des Athos und in Sizilien erwachte Suters alte Liebe zur byzantinischer Kunst von neuem.
Von 1937 bis 1939 war er nichtplanmäßiger außerordentlicher Professor und von 1939 bis 1946 außerordentlicher Professor für Mittlere und Neuere Kunstgeschichte an der Universität Leipzig. Am 4. Dezember 1943 wurde das ganze Lehrmaterial des kunsthistorischen Instituts sowie Suters Privatbibliothek durch Bombardierung vernichtet. Er war Mitglied im Nationalsozialistischen Lehrerbund (NSLB).
1946 wurde er ordentlicher Professor für Kunstgeschichte an der Universität Rostock. Nach Suters Tod übernahm Georg Friedrich Koch (1920–1994) die kommissarische Leitung. Suter war der letzte ordentliche Direktor des Kunsthistorischen Institutes der Universität Rostock. Bis zur Auflösung des Instituts am 15. Januar 1969 gab es lediglich kommissarische Leiter. 
Suter vermachte zahlreiche, vielfach in Erstausgaben und in der Ostzone erworbene Bücher der Kantonsbibliothek Aarau. Nach seinem Tod wurde seine Asche nach Aarau überführt.

## Publikationen (Auswahl)
- Das Rätsel von Leonardos Schlachtenbild (= Zur Kunstgeschichte des Auslandes, Heft 137), Straßburg 1937